# Mátyásmező
Mátyásmező, románul: Măcești, szerbül: Мачевић, falu Romániában, a Bánságban, Krassó-Szörény megyében.

## Fekvése
Újmoldovától északra, a Duna melletti úton fekvő település.

## Története
Mátyásmező nevét 1723-ban említette először oklevél Mathiovecz néven.
1761-ben Matiovaz, 1808-ban Macsevacz, Macsevich, 1913-ban  mátyásmező néven írták.
A trianoni békeszerződés előtt Krassó-Szörény vármegye Újmoldovai járásához tartozott.
1910-ben 731 lakosából 26 román, 699 szerb volt. Ebből 725 volt görög keleti ortodox.

## Források

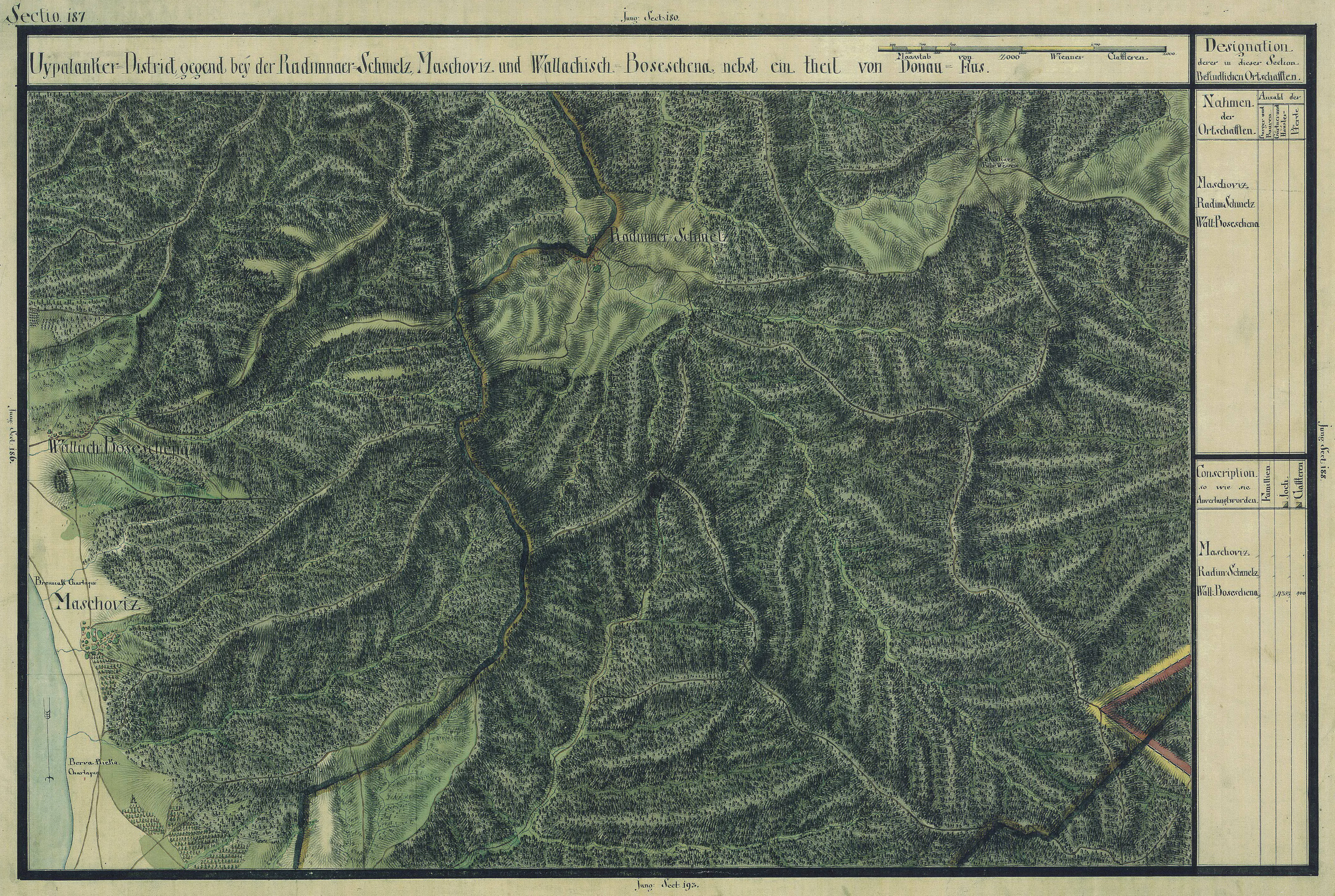
Mátyásmező egy régi térképen